# Сжижение газов
Сжиже́ние га́зов включает в себя несколько стадий, необходимых для перевода газа в жидкое состояние. Эти процессы используются для научных, промышленных и коммерческих целей.
Газы могут быть приведены в жидкое состояние путём охлаждения при нормальном атмосферном давлении, либо путём сжатия. Уравнение состояния газов Ван-дер-Ваальса показывает, что любой реальный газ можно перевести жидкое состояние, но только при понижении температуры газа ниже критической точки.
Для газов, критическая точка которых находится выше комнатной температуры, достаточно только сжатия: это углекислый газ, бутан, пропан,  аммиак, хлор. Углекислый газ, например, можно сделать жидкостью при комнатной температуре, поскольку его критическая температура равна 31,1°C. 
Другие газы, такие как кислород, водород, аргон, гелий, азот и другие, могут быть сжижены только при криогенных температурах, поэтому обычно доставляются к потребителю в баллонах под давлением.
Сжижение используется для изучения фундаментальных свойств молекул газа (например, межмолекулярных сил взаимодействия), для хранения газов. Газы сжижаются в специальных конденсаторах, которые выделяют теплоту парообразования, и переводятся в газообразное состояние в испарителях, где теплота парообразования поглощается

## Физические основы сжижения газов
Все вещества, в том числе и те, которые в «обычных земных условиях» находятся в газообразном состоянии, могут находиться в трёх основных состояниях — жидком, твёрдом и газообразном. Каждое из веществ ведёт себя согласно своей фазовой диаграмме, общий вид которой для всех веществ похож. Согласно этой диаграмме, для сжижения газа необходимо либо понижение температуры, либо увеличение давления, или изменение обоих этих параметров.
Сжижение газов — сложный процесс, который включает в себя множество циклов сжатий и расширений газа для достижения высокого давления и низких температур, используя, например, детандеры.

## Применение сжиженных газов
Жидкий кислород применяется в больницах для преобразования в газообразное состояние и последующего использования пациентами, имеющими проблемы с дыханием. Жидкий азот используется в медицине в криохирургии, а также в области экстракорпорального оплодотворения для замораживания спермы.
Хлор транспортируется в жидком состоянии, после чего он используется для обеззараживания воды, санитарной обработки промышленных отходов и нечистот, отбеливания тканей и многих других целей. Хлор был использован в качестве химического оружия во время Первой мировой войны, и это вещество находилось в снарядах в жидком состоянии, и при разрушении защитной оболочки хлор переходил в газообразное состояние.
За сжижение гелия (4He) по циклу Хампсона-Линда (цикл основан на эффекте Джоуля-Томсона) голландский учёный Камерлинг-Оннес Хейке получил Нобелевскую премию в 1913 году. 
При атмосферном давлении температура кипения жидкого гелия составляет 4,22 K (−268,93 °C). При температуре ниже 2,17 K жидкий 4He приобретает сверхтекучесть, за открытие которой советский учёный П. Л. Капица получил Нобелевскую премию в 1978 году. Жидкий гелий в сверхтекучем состоянии приобретает совершенно новые свойства, такие как нулевая вязкость.
Сжижение воздуха используется для получения азота, кислорода и аргона путём разделения компонентов воздуха в процессе дистилляции.
Жидкий водород используется в качестве ракетного топлива.